# David Dias

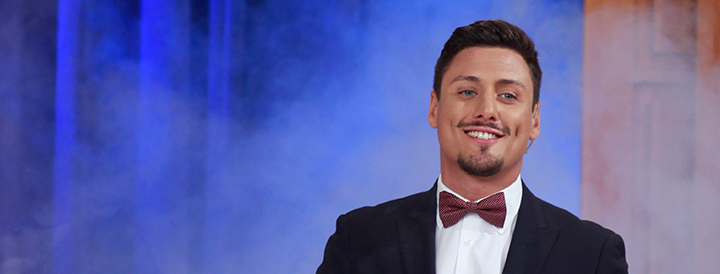
David Dias, na apresentação de um episódio do talkshow Conversas ao Sul

David Ferreira Mendes Dias (Lisboa, Portugal, 25 de Outubro de 1989) é um apresentador de televisão português. 

## Percurso

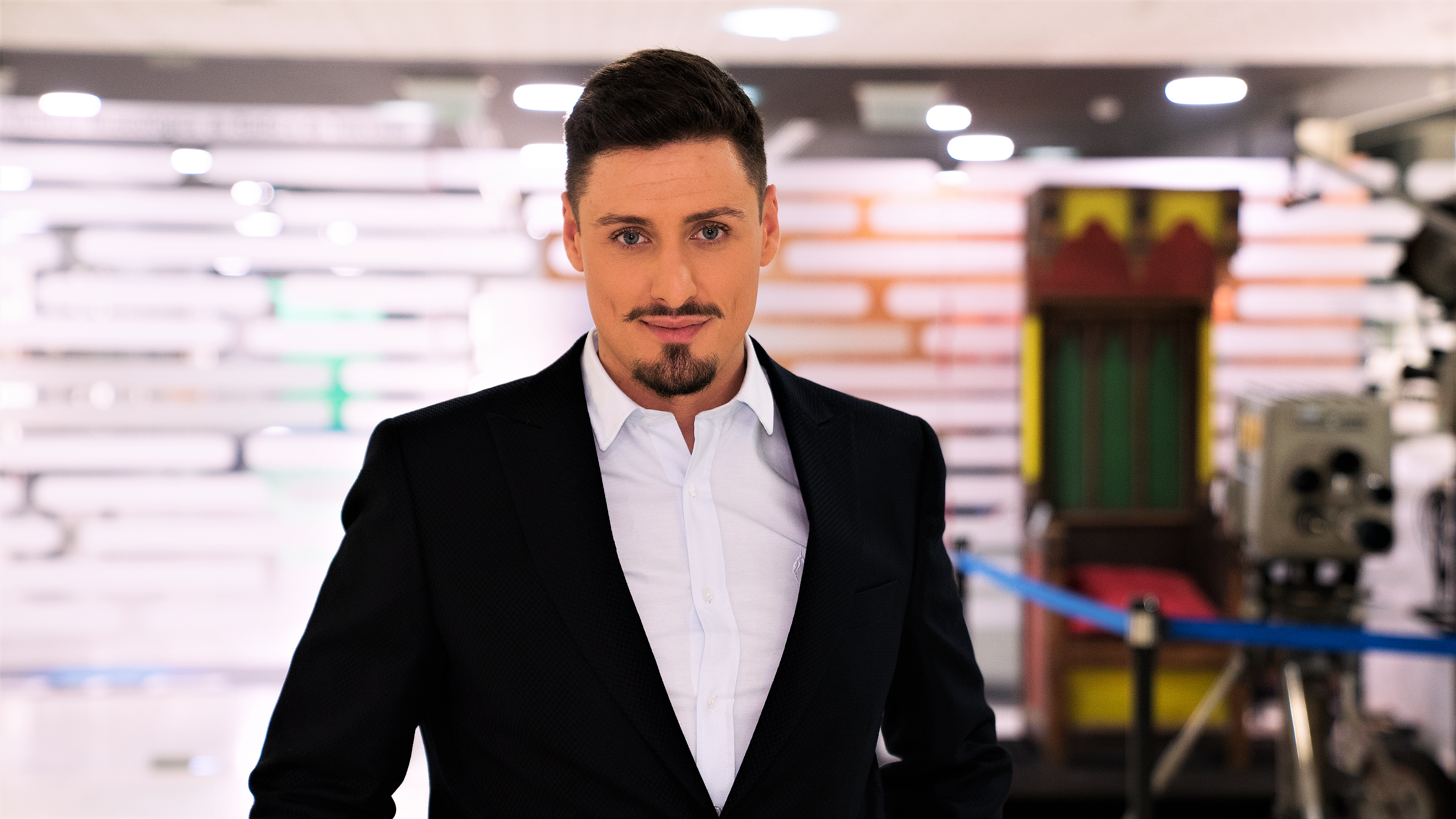
David Dias, apresentador de Hora dos Portugueses e Conversas ao Sul

### Televisão

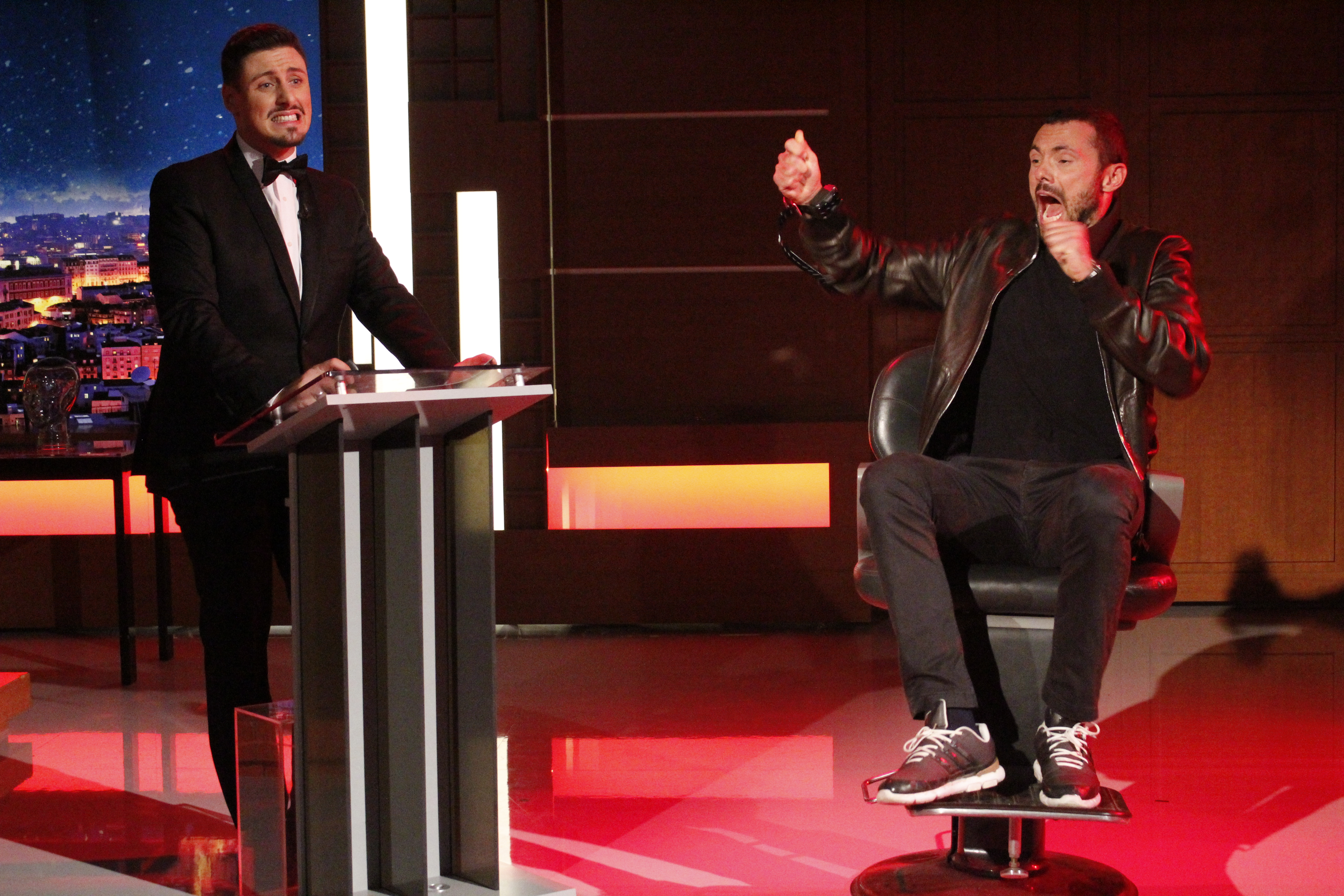
David Dias conduz momento de ALTA TENSÃO no programa Conversas ao Sul com o ator Adriano Toloza

O convite para a apresentação de programas de televisão dá-se em Novembro de 2012. Com o relançamento dos canais internacionais da RTP (RTP África e RTP Internacional) foram introduzidos novos formatos e programas, nomeadamente, o programa PODIUM, sobre desporto, emitido ao fim de semana, com resumos das provas de diferentes modalidades e a conversa com centenas de atletas vencedores.
Em Janeiro de 2014, David Dias estreia-se na condução de um talk-show, com o programa televisivo Conversas ao Sul, na RTP África – emitido semanalmente no prime-time do cana, assim como na TPA, TVM, TVM Internacional e TCV. A conversa desenvolve-se através da análise do mundo pela visão de quem vive abaixo do equador, com grandes personalidades da literatura, das artes, da política ou da economia. O programa conta com diversas atuações, ao vivo, de diferentes artistas africanos, acompanhado pela banda residente, os The Oddara Band.
Conta com várias edições especiais, gravadas em Cabo Verde, São Tomé e Príncipe, Moçambique e Angola.
David Dias é também apresentador e autor de formatos televisivos especiais nos canais internacionais da RTP. Em 2013, 2014 e em 2015 foi apresentador e autor do programa especial diário dedicado ao Festival de Músicas do Mundo, em Sines, Portugal.

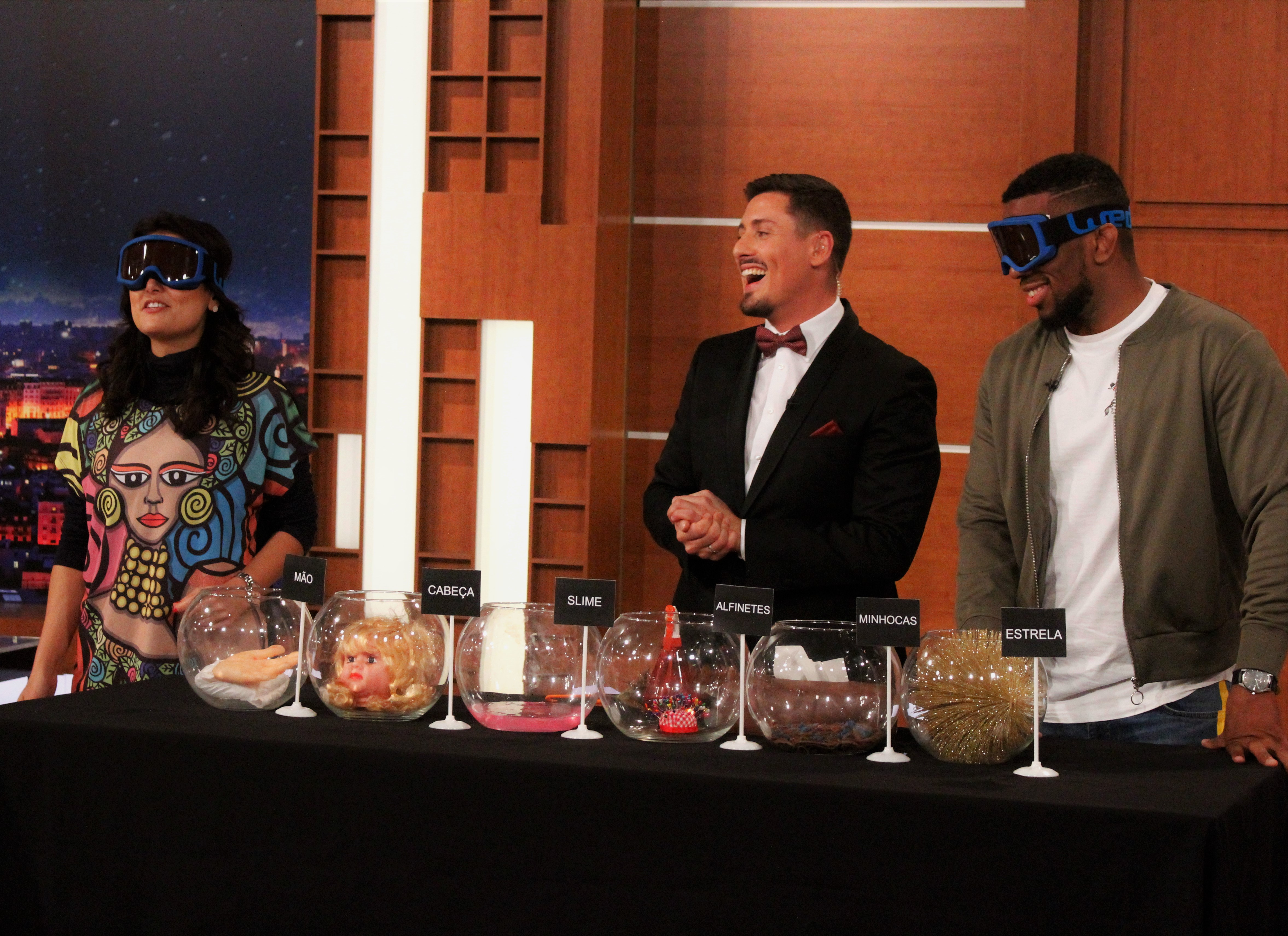
David Dias, a conduzir momento de DUELO DA NOITE no programa Conversas ao Sul

Em Janeiro de 2014, foi autor e apresentador de uma série diária dedicada aos Jogos da Lusofonia, em Goa, Índia, onde acompanhou as diferentes provas desportivas e apresentou diferentes exemplos da presença da língua portuguesa neste território.
Esteve também na cidade da Praia, em Cabo Verde, para acompanhar as edições de 2014, 2015, 2016, 2017, 2018 e 2019 da Atlantic Music Expo e do Kriol Jazz Festival, através de um programa diário chamado Kriol Atlântico.
Em 2017 foi também o rosto do programa diurno relativo à eleição das 7 Maravilhas de Portugal:Aldeias, emitido na RTP1 e na RTP Internacional, ao lado de Vanessa Oliveira e Tiago Goes Ferreira, tendo percorrido diversas aldeias a concurso em Portugal.
Já em 2018 e em 2019 foi o apresentador da emissão especial de cobertura do Carnaval de Luanda, sendo a primeira grande coprodução entre a RTP e a TPA.

### Rádio
David Dias estreou-se aos microfones da Antena 1, enquanto repórter no programa No Ar e por Toda a Parte – que assinalou as comemorações dos 75 anos da rádio pública em Portugal. A série, da autoria de Jaime Fernandes, contou, durante um ano, a história da rádio e das suas figuras mais importantes.
Seguiram-se outros projetos na rádio pública, como Fado Falado, uma série diária, enquadrada na candidatura do Fado a património cultural imaterial pela UNESCO, que retratava o modo de vida dos que reconhecem neste estilo musical uma maneira de estar e ser, com histórias paralelas de que lida com o Fado, seja nos bairros, na atitude ou na maneira de pensar. David Dias e a jornalista Cláudia Almeida conduziram o formato na estação Antena 1.